# Estació de Verdaguer
|  | Aquest article tracta sobre el metro de Barcelona. Vegeu-ne altres significats a «Estació de Jacint Verdaguer». |

Verdaguer és una estació de les línies L4 i L5 del Metro de Barcelona situada sota el passeig de Sant Joan l'estació de la L4 i sota el carrer de Provença l'estació de la L5 al districte de l'Eixample de Barcelona. També és una estació de la línia T4 del Tram de Barcelona, situada a l'avinguda Diagonal.
El 1970 es va inaugurar l'estació de la L5 del Metro de Barcelona, amb el nom de General Mola. Tres anys més tard, el 1973 es va inaugurar l'estació de la L4 com a part del primer tram de la línia IV entre Joanic i Jaume I.
El 1982 amb la reorganització dels números de línies i canvis de nom d'estacions va adoptar el nom actual. El 2024 s'hi va inaugurar l'estació de tramvia.

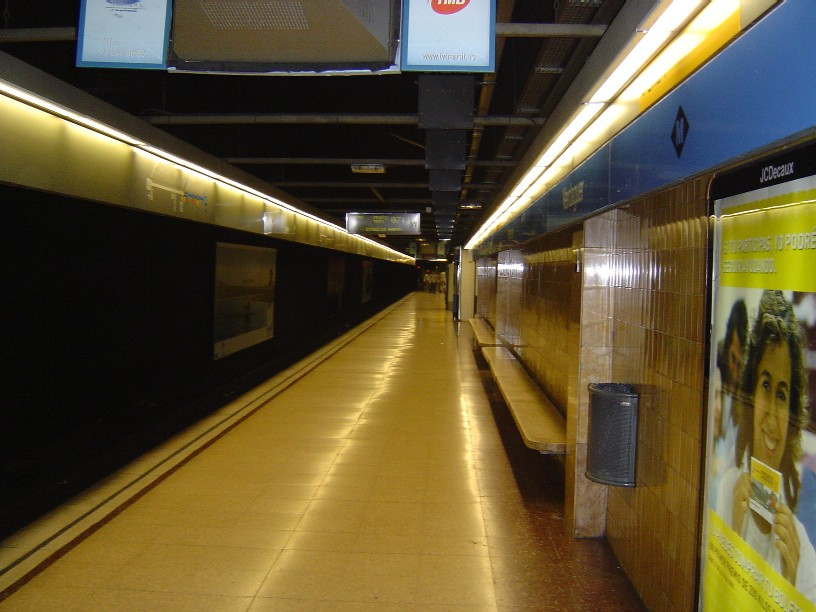
L'andana de la L5

## Serveis ferroviaris
| Metro de Barcelona              |          |       |                 |                        |
| Procedència/Destinació          | <        | Línia | >               | Procedència/Destinació |
| Trinitat Nova                   | Joanic   |       | Girona          | La Pau                 |
| Cornellà Centre                 | Diagonal |       | Sagrada Família | Vall d'Hebron          |
| Trambesòs                       |          |       |                 |                        |
| terminal                        | terminal |       | Sicília         | Estació de Sant Adrià  |
| Tram de Barcelona               |          |       |                 |                        |
| Projectat                       |          |       |                 |                        |
| Bon Viatge                      | Diagonal |       | Sicília         | Gorg                   |
| Hospital Sant Joan Despí \| TV3 | Diagonal |       | Sicília         | Gorg                   |
| Quatre Camins                   | Diagonal |       | Sicília         | Gorg                   |
| Bon Viatge                      | Diagonal |       | Sicília         | Port de Badalona       |
| Hospital Sant Joan Despí \| TV3 | Diagonal |       | Sicília         | Port de Badalona       |
| Quatre Camins                   | Diagonal |       | Sicília         | Port de Badalona       |

## Accessos
- Passeig de Sant Joan
- Carrer de Bailèn
- Carrer de Girona
- Avinguda Diagonal